# Mardrömmar (novellsamling)
Mardömmar (engelska Four past midnight)  är en bok från 1990 med fyra noveller skriven av Stephen King. Första svenska upplagan kom ut 1991. Två av novellerna har filmatiserats, se The Langoliers och Secret Window.

## Noveller
- Langoljärerna
- Hemligt fönster, hemlig trädgård
- Bibliotekspolisen
- Solhunden